# Tlapehuala
Tlapehuala é uma cidade do estado de Guerrero, no México.

## Demografia
O censo populacional de 2000 estimou uma população de 22,677 habitantes, sendo 11,399 mulheres e 10,596 homens.